# Geuchien Zijlma

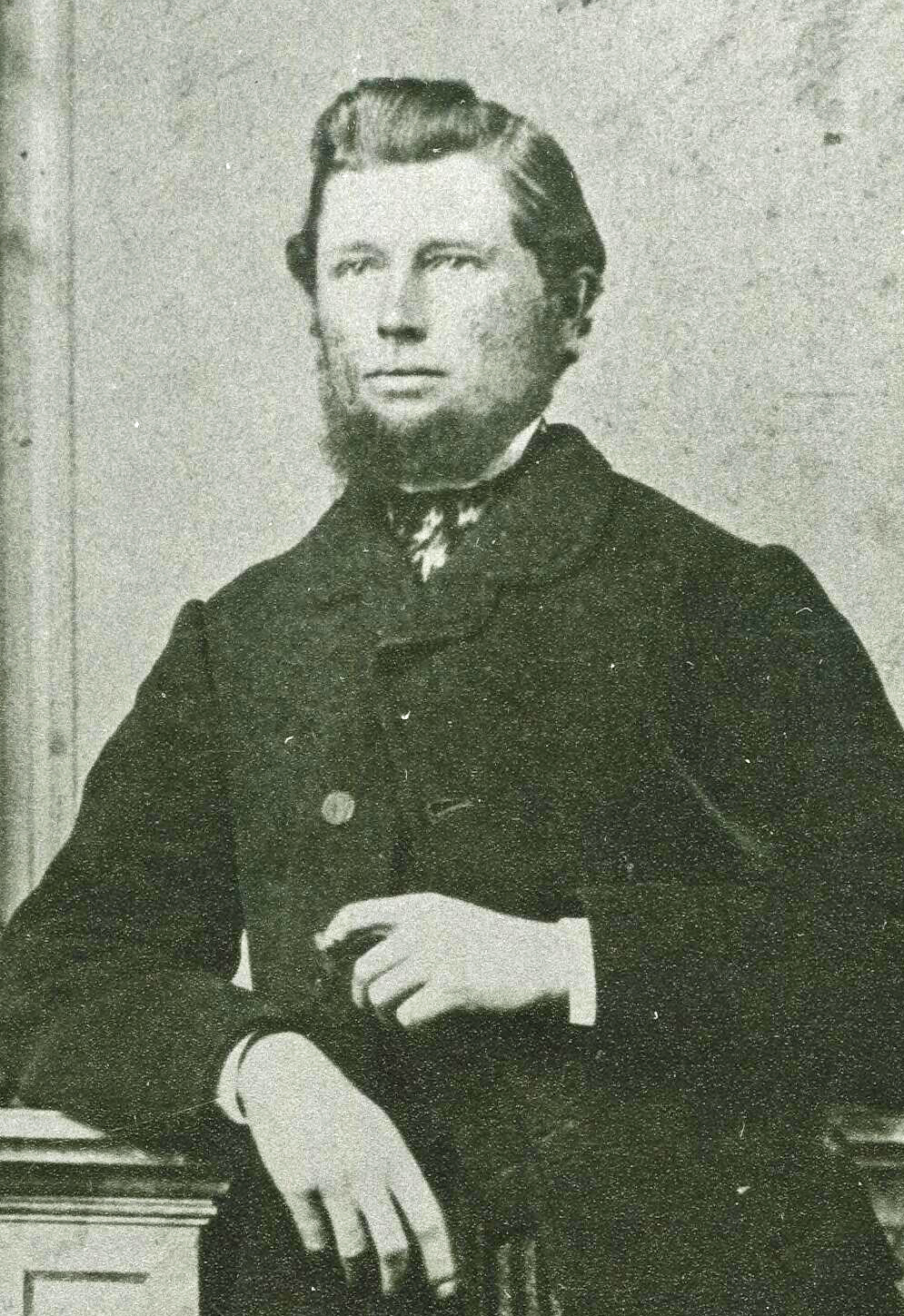
Portret van Zijlma (1868)

Geuchien Zijlma (Ewer (Zuurdijk), 23 september 1842 - Groningen, 12 juni 1922) was een Nederlands politicus.
Zijlma werd geboren op een boerderij bij de Ewer en Vliedorp en was een broer van landbouwer en geschiedschrijver Jan Zijlma. Hij was een Groningse herenboer, die tot de meer vooruitstrevende liberalen behoorde in Tweede Kamer (1892-1909) en Eerste Kamer (1911-1916). Hij was actief als gemeente- en provinciebestuurder in Groningen en door het district Zuidhorn gekozen tot Tweede Kamerlid. Hij sprak vooral over landbouw en waterstaat en was pleitbezorger van protectionisme.
In 1891 publiceerde hij het boek Ommelander Schetsen. Twee schetsen hiervan zijn bekend geworden. Dat waren 'het Monsterproces' (over Rudolf de Mepsche) en 'n Oavend op Dijpswaal, een Gronings humoristisch proza.